# Ghana International Airlines
Ghana International Airlines est une compagnie aérienne du Ghana, qui remplace la défunte Ghana Airways depuis novembre 2005. Elle fait faillite en 2010.

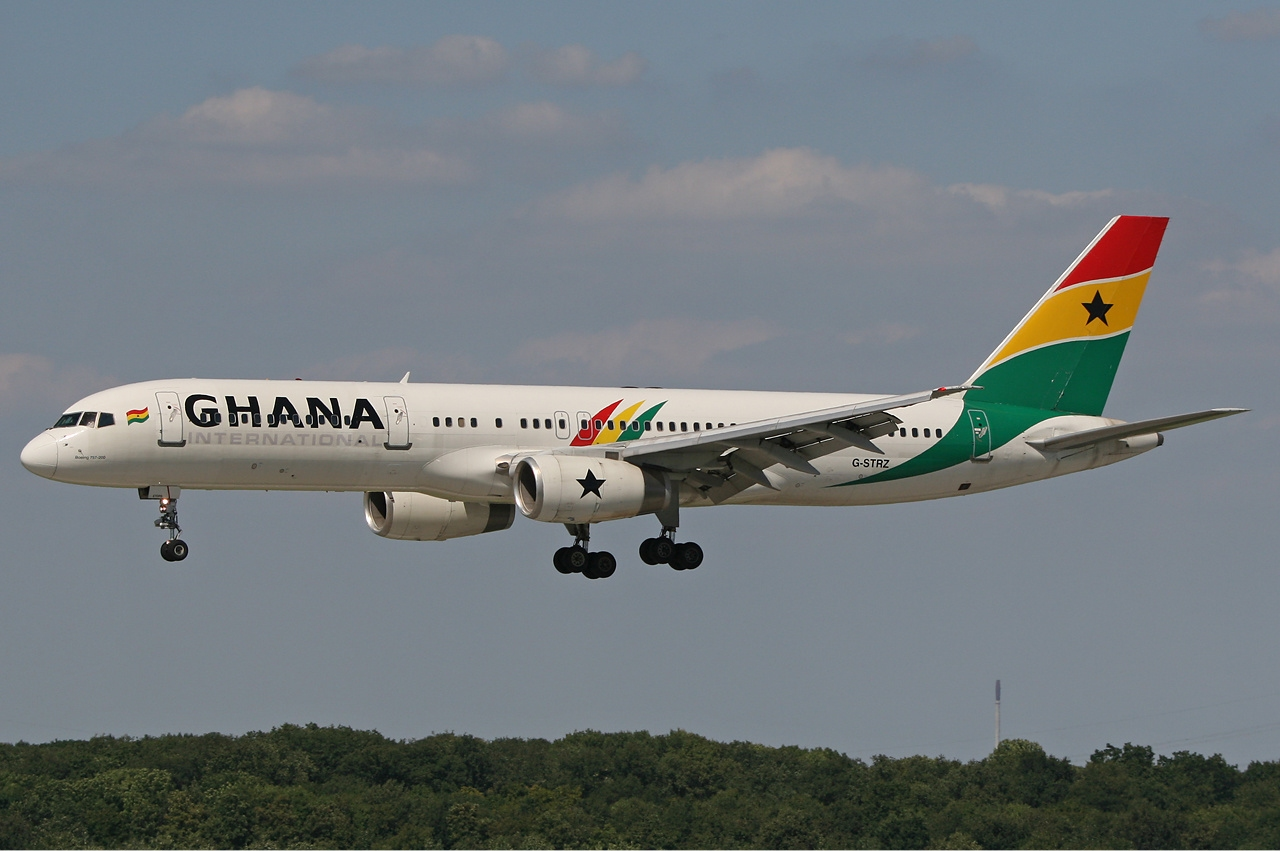
Ghana International Airlines Boeing 757-200 à l'aéroport de Dusseldorf

Elle dessert Londres Gatwick à partir d'Accra avec un Boeing 757-200 (loué à Ryanair — 6 places Affaires et 144 économiques). Dernièrement la compagnie a loué un boeing 787 (aussi loué a Ryanair - peut contenir entre 210 et 330 passagers) la compagnie desservira bientôt l'Irlande avec des vols Accra - Belfast et Accra - Shannon. Pour l'instant, Ghana Airlines ne déverse que les villes britanniques, des vols nationaux sont aussi proposés pendant le week-end.

## Fondation
Le ministre des Transports Dzifa Aku Ashietey finance un projet de quelques milliers d'euros pour sauver la compagnie Ghana Airways. Le 13 novembre 2005, l'État ghanéen s'unit avec la compagnie British Airways pour créer Ghana international Airlines. Le premier vol de cette compagnie avec passagers s'est déroulé le 20 novembre 2005 pour un vol national de Accra à Bolgatanga (durée du vol : 30 min) avec un boeing 757-200. Le premier vol international de cette compagnie a eu lieu le 25 novembre 2005 de Accra a Londres Gatwick avec un boeing 757.